# تنغ سياه (مقاطعة تشرام)
تنغ سياه (بالفارسية: تنگ سیاه) هي قرية تقع في قسم تشرام الريفي (مقاطعة تشرام) في إيران.